# 金泰甲
金泰甲（1934年—1993年），笔名清泉，男，朝鲜族，黑龙江海林人，中国文学编辑，曾任第七、八届全国政协委员。